# Соросовский доцент
Со́росовский доце́нт — лауреат премии Фонда Сороса, Международной соросовской программы образования в области точных наук (англ. International Soros Science Education Program, ISSEP), для доцентов в России и ещё нескольких постсоветских странах. Премия существовала с 1994 по 2004 годы.
Как и ряд других мероприятий ISSEP, присуждение грантов Соросовского доцента осуществлялось в период, когда большинство научных работников в странах бывшего СССР оказались за чертой бедности — и получение гранта Фонда Сороса нередко означало для учёного настоящее спасение в критический момент.

## История возникновения
Конкурс на грант и звание «Соросовский доцент» проводился на основе опроса студентов вузов и компьютерного анализа таких показателей, как публикации, научное руководство исследовательскими проектами, воспитание новых научных кадров, индекс цитирования работ, научные награды и ранее полученные гранты. Первоначально конкурс на получение звания Соросовского доцента не был запланирован. «За проведение конкурса» первым высказался член Правления академик В. Е. Захаров, директор Института теоретической физики имени Л. Д. Ландау Российской академии наук.

## Итоги конкурса
- В 1994 году 395 российских доцентов получили звание «Соросовский доцент».
- В 1995 году 396 доцентов были признаны победителями конкурсов. Из них 49 биологов, 80 математиков, 26 представителей наук о Земле, 137 физиков, 103 химика.

Всего в России, Грузии, Украине и Беларуси этот грант (вместе с доцентами, отобранными Программой для получения грантов Москвы и Санкт-Петербурга в 2002—2003 годах) за 10 лет был присужден 4339 раз.
Средний возраст Соросовских доцентов составлял 47 лет.

## Достижения
За 10 лет Соросовскими доцентами было подготовлено 407 кандидатов наук, было присуждено 150 престижных премий, получен 6301 грант на научные исследования.

### Публикации
За время проведения конкурса было опубликовано:
- 10 243 статьи
- 2876 книг и монографий
- 1888 учебников
- 6068 докладов на научных конференциях
- 3508 новых курсов для студентов
- 1459 методических пособий.